# Mistrzostwa Europy w Lekkoatletyce 2010 – skok o tyczce mężczyzn
Skok o tyczce mężczyzn – jedna z konkurencji rozegranych podczas lekkoatletycznych mistrzostw Europy na Estadi Olímpic Lluís Companys w Barcelonie.
W konkurencji wystąpiło trzech reprezentantów Polski: Przemysław Czerwiński, Mateusz Didenkow i mistrz Polski seniorów Łukasz Michalski.

## Terminarz
| Data     | Godzina |            |
| -------- | ------- | ---------- |
| 29 lipca | 10:15   | Eliminacje |
| 31 lipca | 18:00   | Finał      |

## Rezultaty
| WR – rekord świata \| CR – rekord mistrzostw \| NR – rekord kraju \| AR – rekord kontynentu                    |
| SB – najlepszy wynik w sezonie \| WL – najlepszy tegoroczny wynik na listach światowych \| PB – rekord życiowy |

### Eliminacje
Do eliminacji przystąpiło 29 zawodników z 17 krajów. Tyczkarzy podzielono na dwie grupy eliminacyjne. Bezpośredni awans do finału zapewniało pokonanie wysokości 5,65 (Q) lub znalezienie się w gronie 12. najlepszych skoczków (q).
| Pozycja | Grupa | Zawodnik                 | Reprezentacja | 5.40 | 5.50 | 5.60 | 5.65 | Rezultat | Uwagi |
| ------- | ----- | ------------------------ | ------------- | ---- | ---- | ---- | ---- | -------- | ----- |
| 1       | B     | Giuseppe Gibilisco       | Włochy        | -    | o    | o    | o    | 5.65     | Q     |
| 2       | A     | Maksym Mazuryk           | Ukraina       | o    | o    | xo   | o    | 5.65     | Q     |
| 3       | B     | Jan Kudlička             | Czechy        | -    | xo   | xo   | o    | 5.65     | Q, SB |
| 4       | B     | Łukasz Michalski         | Polska        | o    | -    | o    | xo   | 5.65     | Q     |
| 4       | B     | Renaud Lavillenie        | Francja       | o    | -    | o    | xo   | 5.65     | Q     |
| 6       | A     | Romain Mesnil            | Francja       | -    | o    | xxo  | xo   | 5.65     | Q     |
| 6       | A     | Raphael Holzdeppe        | Niemcy        | -    | xxo  | -    | xo   | 5.65     | Q     |
| 8       | B     | Fabian Schulze           | Niemcy        | x-   | xo   | xxo  | xo   | 5.65     | Q     |
| 9       | A     | Damiel Dossévi           | Francja       | -    | o    | o    | xxx  | 5.60     | q     |
| 10      | B     | Przemysław Czerwiński    | Polska        | -    | xo   | o    | xxx  | 5.60     | q     |
| 11      | B     | Dmitrij Starodubcew      | Rosja         | -    | xo   | o    | xxx  | 5.60     | q     |
| 12      | A     | Mateusz Didenkow         | Polska        | -    | o    | xo   | xxx  | 5.60     | q     |
| 13      | A     | Michal Balner            | Czechy        | xo   | o    | xxo  | xxx  | 5.60     |       |
| 13      | B     | Eemeli Salomäki          | Finlandia     | xo   | o    | xxo  | xxx  | 5.60     | =PB   |
| 15      | B     | Jure Rovan               | Słowenia      | -    | o    | xxx  |      | 5.50     | =SB   |
| 16      | A     | Giorgio Piantella        | Włochy        | xo   | o    | xxx  |      | 5.50     |       |
| 17      | B     | Malte Mohr               | Niemcy        | -    | xo   | -    | xxx  | 5.50     |       |
| 17      | A     | Vesa Rantanen            | Finlandia     | o    | xo   | xxx  |      | 5.50     | =SB   |
| 19      | B     | Rasmus Wejnold Jørgensen | Dania         | o    | xxo  | xxx  |      | 5.50     | PB    |
| 20      | B     | Robbert-Jan Jansen       | Holandia      | xo   | xxo  | xxx  |      | 5.50     |       |
| 21      | A     | Konstadínos Filippídis   | Grecja        | o    | xxx  |      |      | 5.40     |       |
| 21      | A     | Leonid Kiwałow           | Rosja         | o    | xxx  |      |      | 5.40     |       |
| 23      | A     | Brian Mondschein         | Izrael        | xxx  |      |      |      | 5.30     |       |
| 24      | B     | Jewigienij Olchobski     | Izrael        | xxx  |      |      |      | 5.30     |       |
| 25      | A     | Spas Buchałow            | Bułgaria      | -    | xxx  |      |      | 5.30     |       |
| 26      | A     | Edi Maia                 | Portugalia    | o    | xxx  |      |      | 5.10     |       |
| —       | B     | Igor Bychkov             | Hiszpania     | -    | xxx  |      |      | NM       |       |
| —       | B     | Denys Jurczenko          | Ukraina       | xxx  |      |      |      | NM       |       |
| —       | A     | Aleksander Gripich       | Rosja         |      |      |      |      | NM       |       |

### Finał
| Poz. | Zawodnik              | Reprezentacja | 5.40 | 5.50 | 5.60 | 5.65 | 5.70 | 5.75 | 5.80 | 5.85 | 6.02 | Rezultat | Uwagi |
| ---- | --------------------- | ------------- | ---- | ---- | ---- | ---- | ---- | ---- | ---- | ---- | ---- | -------- | ----- |
|      | Renaud Lavillenie     | Francja       | -    | -    | xo   | -    | -    | xo   | o    | o    | xxx  | 5.85     |       |
|      | Maksym Mazuryk        | Ukraina       | o    | xo   | xo   | -    | o    | o    | xo   | xxx  |      | 5.80     | SB    |
|      | Przemysław Czerwiński | Polska        | o    | -    | o    | -    | xx-  | o    | xx-  | x    |      | 5.75     | SB    |
| 4    | Giuseppe Gibilisco    | Włochy        | -    | -    | o    | -    | -    | xo   | -    | xxx  |      | 5.75     | SB    |
| 5    | Damiel Dossévi        | Francja       | -    | -    | xxo  | -    | xo   | x-   | xx   |      |      | 5.70     |       |
| 6    | Fabian Schulze        | Niemcy        | -    | o    | xxo  | -    | xxo  | x-   | xx   |      |      | 5.70     | =SB   |
| 7    | Łukasz Michalski      | Polska        | -    | o    | -    | xo   | -    | x-   | xx   |      |      | 5.65     |       |
| 8    | Romain Mesnil         | Francja       | -    | -    | o    | -    | -    | xx-  | x    |      |      | 5.60     |       |
| 9    | Raphael Holzdeppe     | Niemcy        | -    | xxo  | o    | -    | xxx  |      |      |      |      | 5.60     |       |
| 10   | Jan Kudlička          | Czechy        | xo   | -    | xo   | xxx  |      |      |      |      |      | 5.60     |       |
| 11   | Mateusz Didenkow      | Polska        | xo   | xo   | x-   | xx   |      |      |      |      |      | 5.50     |       |
|      | Dmitrij Starodubcew   | Rosja         | xxx  |      |      |      |      |      |      |      |      | NM       |       |